# Мейгеш, Юрий Васильевич
Юрий Васильевич Мейгеш (укр. Юрій Васильович Мейгеш; 20 января 1925, с. Великий Раковец — 2 ноября 1999, Мукачево) — украинский советский прозаик, педагог, общественный деятель, заслуженный работник культуры УССР, почётный гражданин города Мукачево.

## Биография
Родился в сельской семье. Работал учителем начальной школы в родном Великом Раковце на Закарпатье. Окончил исторический факультет Ужгородского госуниверситета. Трудился педагогом Мукачевской школы-интерната. Затем преподавал специальные дисциплины студентам Мукачевского педагогического училища. И не прекращал заниматься литературной деятельностью.
Активно занимался общественной работой. Возглавлял Мукачевское литературное объединение «Пламя», затем в течение 13 лет руководил закарпатской организацией Союза писателей, член Народного Руха Украины.
В 1981 году был представителем Украины на XXXVII сессии Генеральной ассамблеи ООН.

## Творчество
Юрий Мейгеш начал свою литературную деятельность с опубликования в 1944 году рассказа «К ней иду» в русинском журнале «Літературна неділя», который позже переработал в повесть и напечатал в журнале «Жовтень».
По-настоящему творчество писателя развернулось в послевоенный период. Уже в 1950 году он напечатал свою первую повесть «На солнечные пути». В следующих повестях «Новый день» и «Беспокойные сердца» писатель затрагивает важные проблемы современности, рассказывает об освобождении закарпатского села, о воссоединении Закарпатья с Украиной. Жизнь послевоенного верховинского села Юрий Мейгеш отразил в романе «Каменный идол» (1966), а также в романе «Верховинцы».

## Избранные произведения
Ю.Мейгеш — автор романов и повестей, в том числе:
- трилогии Страстная ночь
- Каменный идол
- Такая любовь
- Стихия
- Верховинцы
- Каменный идол
- Марш людей
- К ней
- На солнечные пути
- Одиссея влюбленных
- Голгофа
- Финал драмы
- Серебряная земля

Произведения писателя переводились на русский язык (романы «Стихия», «Верховинцы», «Каменный идол», повести «Такая любовь» и «Жизнь, минуты, годы»), а также на коми, осетинский, молдавский, чешский, словацкий и венгерский языки.

## Награды и премии
- Республиканская литературная премия им. А.Головко — за роман «Стихия»
- Областная премия им. Федора Потушняка (1995)
- заслуженный работник культуры УССР
- почётный гражданин города Мукачево

## Память
- Мукачевским городским советом учреждена ежегодная премия имени Юрия Мейгеша, которая присуждается деятелям в области литературы и литературоведения Мукачева.
- В 1997 году снят документальный фильм «Юрий Мейгеш», посвященный закарпатскому писателю.
- на здании мукачевской школы, где преподавал писатель, установлен его барельеф, а в школе создан музей Юрия Мейгеша.